# Valmet Automotive
Valmet Automotive ― фінський контрактний виробник транспортних засобів і постачальник акумуляторів, даху та кінематичних систем. 
Компанія Valmet Automotive виготовила понад 1,8 мільйона автомобілів у своїй штаб-квартирі в Уусікаупункі, Фінляндія. Його найбільшими акціонерами є фінська державна інвестиційна компанія Tesi і Pontos Group, кожна з яких володіє 38,46% акцій, а китайська компанія Contemporary Amperex Technology Limited (CATL) володіє 23,08%.

## Продукти
Valmet Automotive має три бізнес-напрямки: виробництво транспортних засобів, системи електромобілів і дахові та кінематичні системи.
У виробництві автомобілів клієнтами Valmet Automotive є Mercedes-Benz, Porsche, Saab, Opel і Fisker.  Valmet Automotive виробляє електромобілі з 2009 року. У липні 2021 року Valmet Automotive було обрано для створення автомобілів на сонячних батареях великого радіусу дії для Lightyear 0, що пізніше було скасовано.  Valmet Automotive також оголосила про контракт із Sono Motors на виробництво моделі Sion у 2022 році, який пізніше також був скасований.
У липні 2012 року Daimler AG і Valmet Automotive оголосили про угоду про виробництво Mercedes-Benz A-Class для заводу Уусікаупункі у Фінляндії. Виробництво почалося в серпні 2013 року. Контракт на виробництво Mercedes-Benz GLC-класу було оголошено в листопаді 2015 року. Виробництво GLC почалося в лютому 2017 року.  У березні 2017 року компанія Valmet Automotive оголосила про контракт на виробництво з Daimler AG для наступне покоління компактних автомобілів Mercedes-Benz.  У той час як виробництво GLC завершилося в 2022 році, Valmet Automotive оголосила про контракт на виробництво Mercedes-AMG GT 4.
У бізнес-напрямку EV Systems Valmet Automotive управляє двома заводами з виробництва акумуляторних батарей у Сало, Фінляндія, та в Уусікаупункі, Фінляндія.  Акумуляторний завод у Сало, Фінляндія, розпочав масштабне виробництво 48-вольтових систем у 2019 році, а розширення виробництва високовольтних батарей було завершено влітку 2021 року. Акумуляторний завод в Уусікаупункі був відкрито у вересні 2021 року; високовольтні батареї для електромобілів виробляються там під одним дахом з автомобільним виробництвом. Будується третій акумуляторний завод у Кірхардті, Німеччина, який буде відкритий у 2022 році. Valmet Automotive також має об’єкти для тестування та проектування акумуляторів у Бад-Фрідріхсгаллі, Вайхенбронні, Мюнхені та Турку (Фінляндія).
У 2010 році компанія Valmet Automotive взяла на себе управління даховим бізнесом Karmann і продовжила роботу в містах Оснабрюк, Німеччина, і Жари, Польща. У 2016 році Valmet Automotive розширила бізнес Roof Systems, включивши Kinematic Systems. Kinematic Systems розробляє та виробляє системи спойлерів, які зменшують споживання палива та розширюють запас ходу автомобілів з електроприводом. Асортимент продукції також включає кінематичні рішення для електромобілів, такі як електричні зарядні клапани. Клієнти бізнес-напрямку Roof & Kinematic Systems включають такі бренди, як Mercedes-Benz, BMW, Mini (BMW Group), Bentley, McLaren Automotive і Porsche.

## Історія
Saab-Valmet було засновано в 1968 році як спільне підприємство фінської Valmet і шведської Saab-Scania. Автомобільний завод був розташований в Уусікаупункі , Фінляндія , і збирав лише Saab протягом перших одинадцяти років. Між 1979 і 1985 роками Valmet також збирав Talbots; загалом у Фінляндії було виготовлено 31 978 таких автомобілів.  Valmet був насамперед зацікавлений у створенні компактного Simca-Talbot Horizon, але французька компанія вимагала від Valmet також зібрати більший (і повільно продаваний) 1307, перш ніж вони отримають ліцензію на Horizon.  На відміну від Saab, Simca-Talbot призначалися лише для місцевого споживання, хоча пункт у контракті дозволяв можливість експорту, якщо запчастини, виготовлені тридцятьма місцевими постачальниками, почали експортуватися на головні заводи Talbot. Вміст внутрішніх деталей зріс до тридцяти відсотків протягом півроку після початку виробництва.
У 1992 році Valmet стала єдиним власником, а в 1995 році компанія була перейменована на Valmet Automotive. З 1999 по 2010 рік єдиним власником був Metso, після чого як Finnish Industry Investment (Tesi), так і Pontos Investments купили 34% акцій компанії.  4 листопада 2010 року компанія Valmet Automotive купила секції компонентів даху Karmann в Оснабрюку, Німеччина, та Жарах, Польща.  У січні 2017 року CATL стала міноритарним акціонером у розмірі 23,08% компанії,  іншими акціонерами були Pontos і Tesi (Finnish Industry Investment).

## Виробництво
Поточне виробництво Valmet Automotive включає моделі Mercedes-Benz (з 2013 р. по теперішній час), а виробництво Mercedes-Benz A-Class (W177) розпочато в серпні 2018 р. Майбутнє виробництво включатиме Mercedes-AMG GT 4-Door Coupé (X290), запланований на третій квартал 2023 року.
У минулому Valmet Automotive виробляла ряд автомобілів, починаючи з моделей Saab з 1969 по 2003 роки. До них входили Saab 95, 96, 99, 90, 900, 900 Convertible, 900 CD, 9000 і 9-3 Convertible. Вони також виробляли спеціалізовані моделі Saab, такі як Saab 9-3 Viggen , і версії Saab 99 і Saab 900 з довгою колісною базою для внутрішнього ринку Фінляндії (відомі як «Finlandia» 5D combi-coupe і як Saab 900 CD в 4D Sedan). Ці моделі віддавали перевагу муніципальним і федеральним урядам Фінляндії, а також великим фінським промисловим корпораціям як службові транспортні засоби.
З 1979 по 1987 рік Valmet виробляв автомобілі для Chrysler/Talbot, включаючи Simca-Talbot Horizon , Simca 1307/1508 (Talbot 1510) і Talbot Solara. З 1991 по 1997 рік вони випускали Opel Calibra, а з 1996 по 1998 рік — Lada EuroSamara . З 1997 по 2011 рік Valmet працював з Porsche над виробництвом Porsche Boxster і Porsche Cayman. Вони також створили електричний гольф-кар Garia та електричний автомобіль Think (включаючи Th!nk City) з 2009 по 2011 рік.
Інші минулі проекти включають Fisker Karma для Fisker Automotive з 2011 по 2012 роки та моделі Mercedes-Benz з 2013 року, такі як Mercedes-Benz A-Class (W176), який вироблявся з серпня 2013  по 2018 рік, і Mercedes-Benz GLC (X253) з 2017 по 2022 рік. Короткочасно вони виробляли Lightyear 0, починаючи з листопада 2022 року, але проект був скасований у січні 2023 року. 

Valmet також випустив Valmet Raceabout,  спортивний родстер обмеженої серії.  Помітне скасування виробництва включає Sion від Sono Motors, виробництво якого було заплановано наприкінці 2023 року, але зрештою було скасовано. 

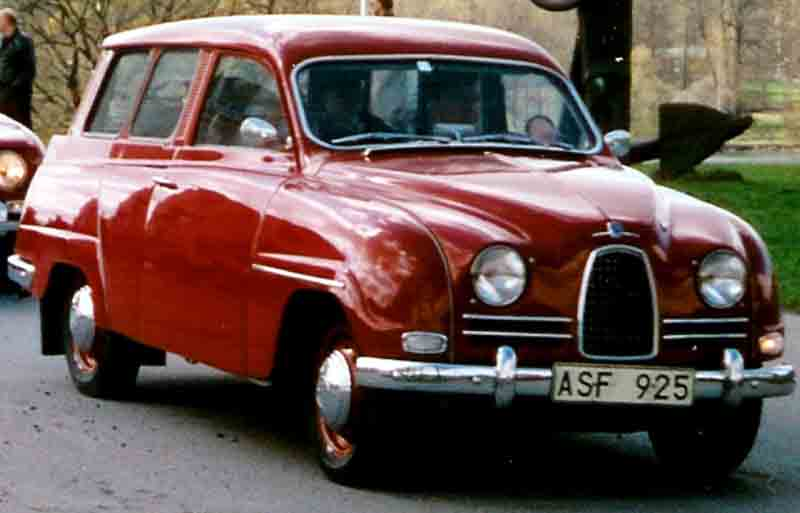
Saab 95
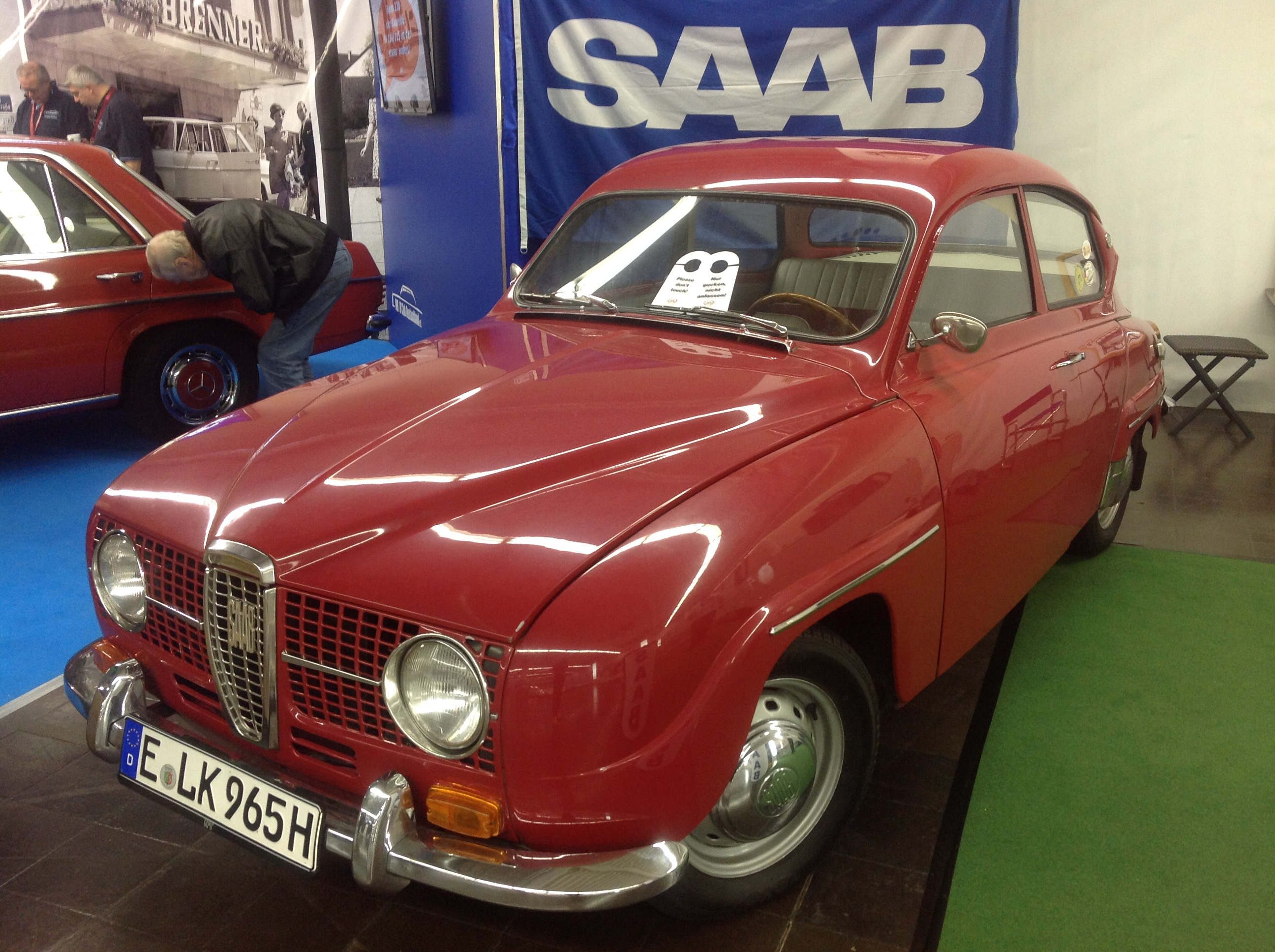
Saab 96
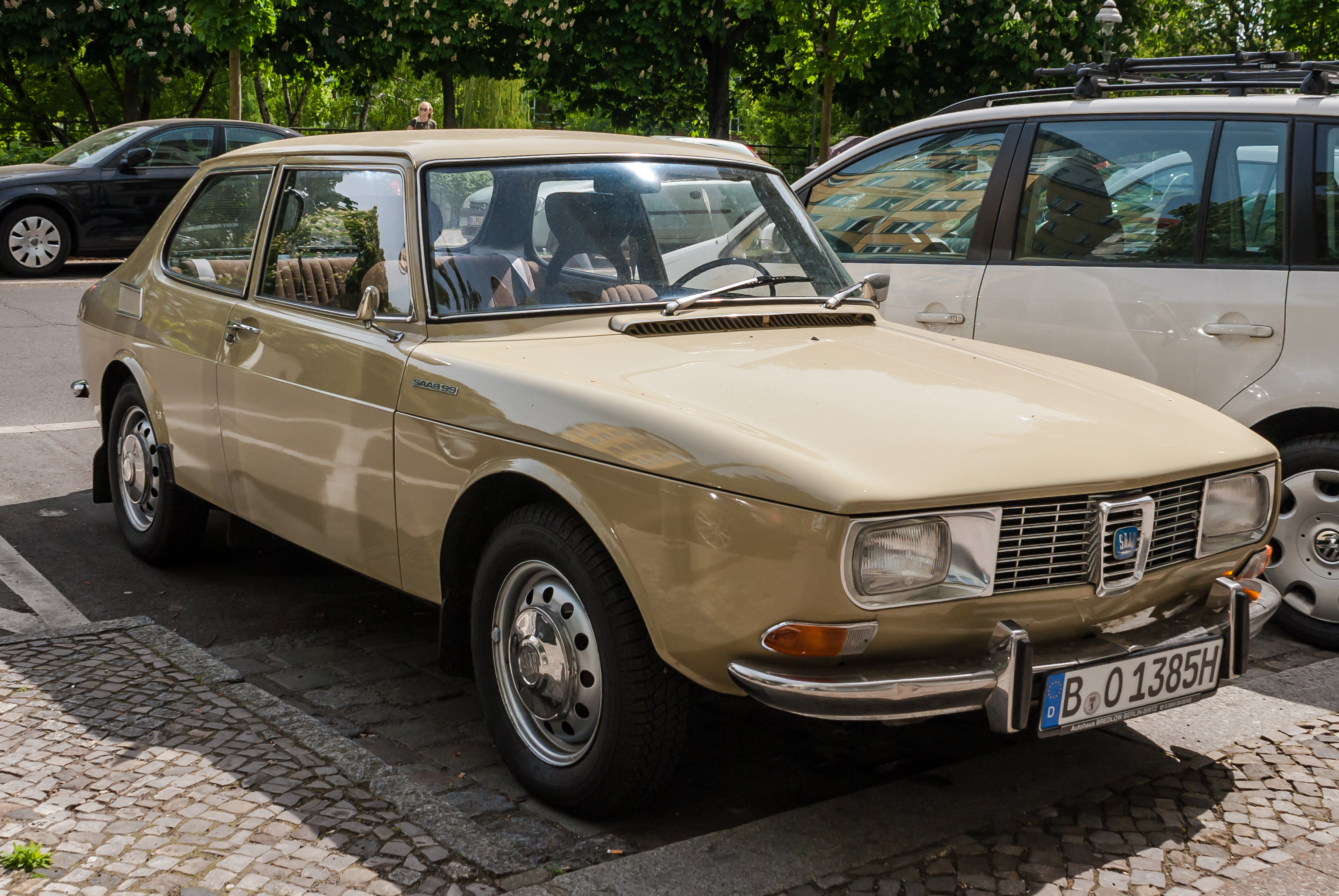
Saab 99
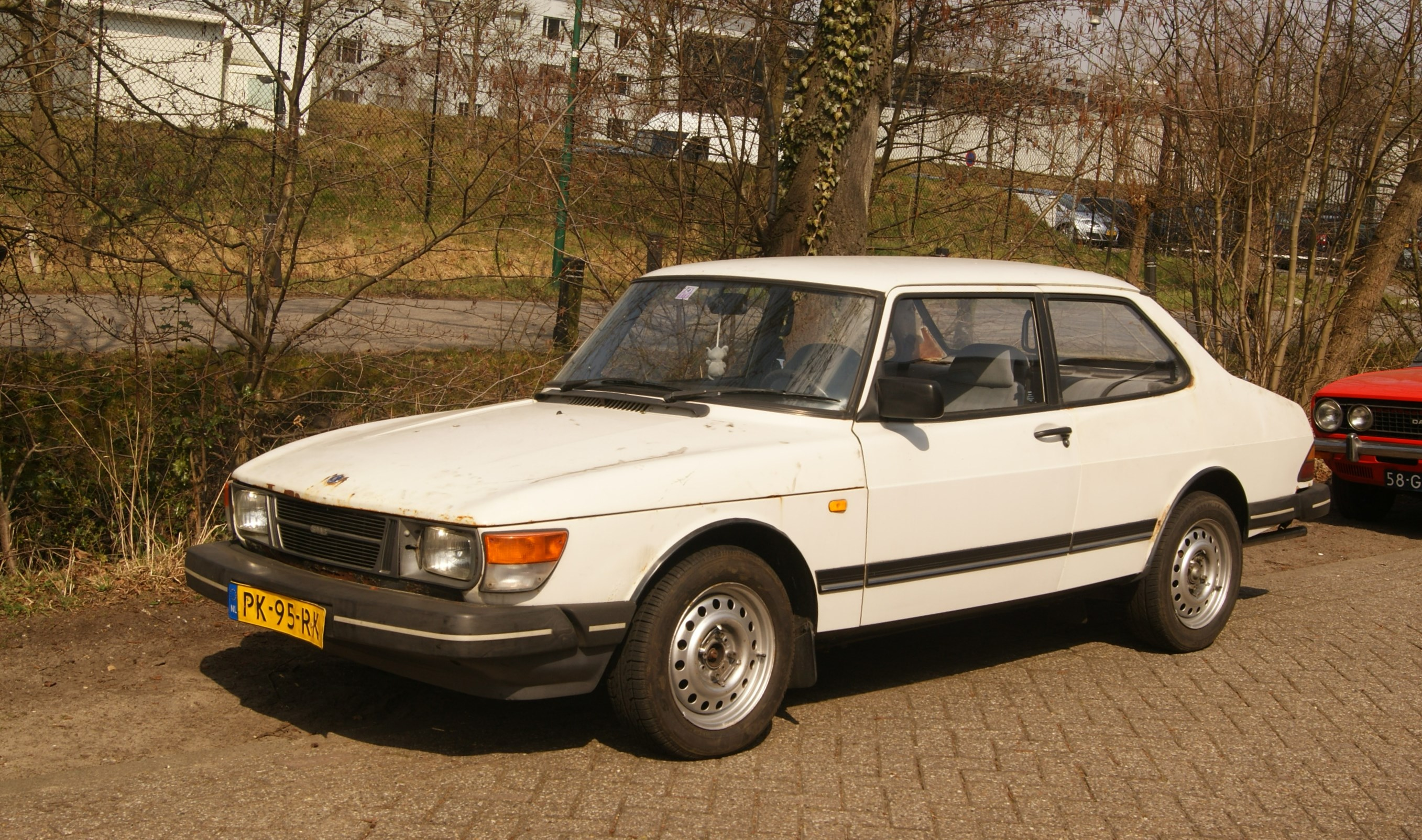
Saab 90
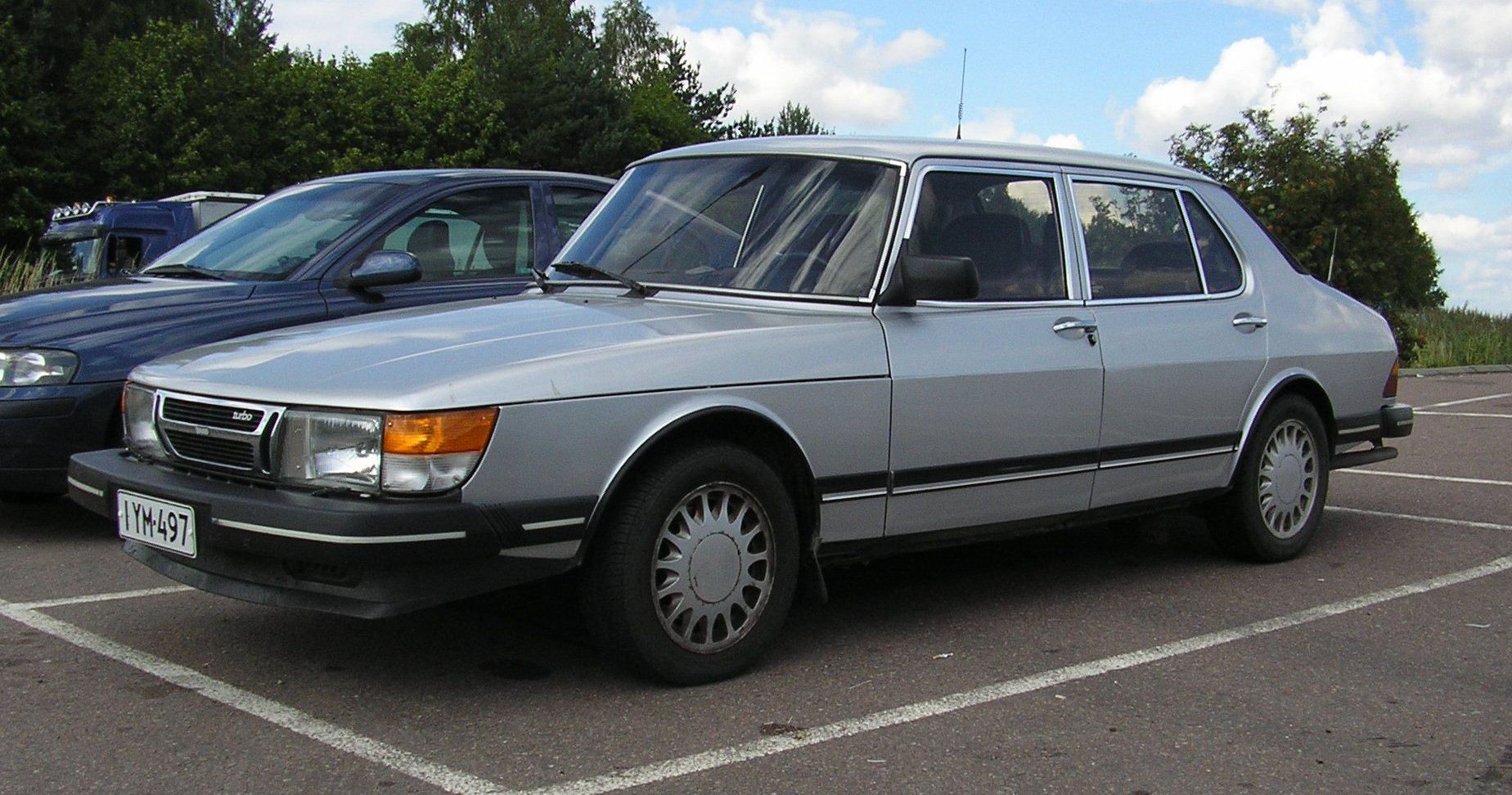
Saab 900 CD
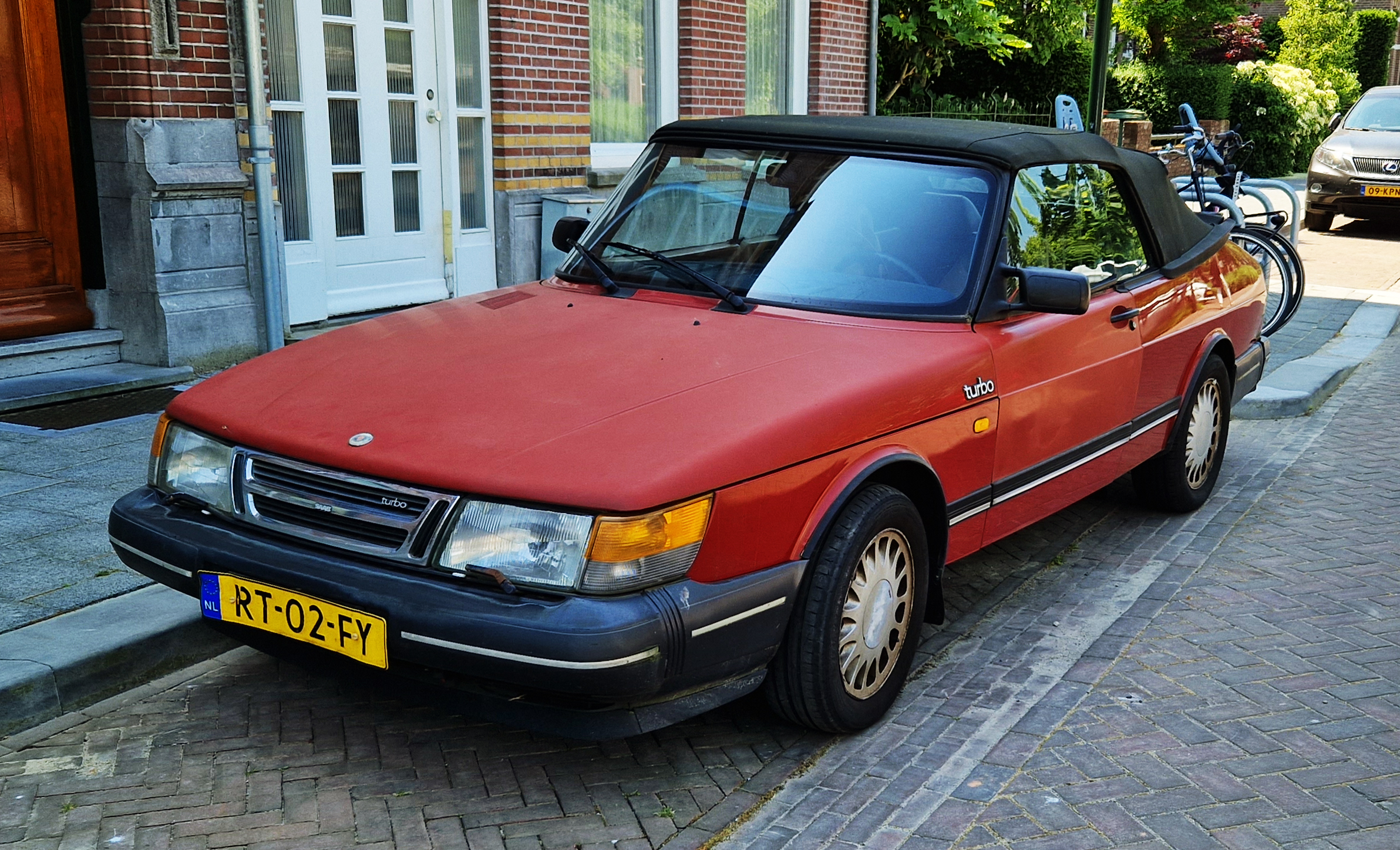
Saab 900 Convertible
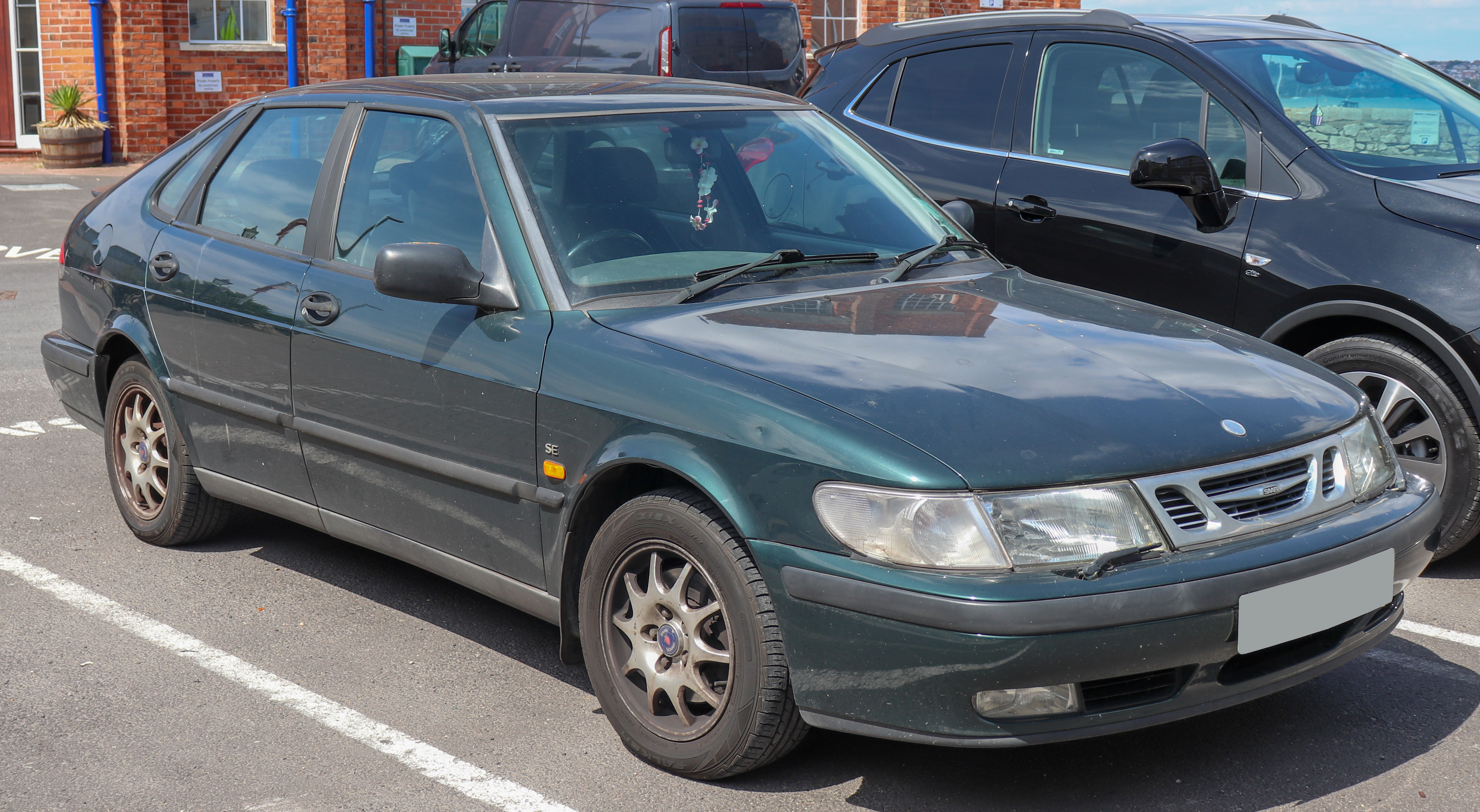
Saab 9-3
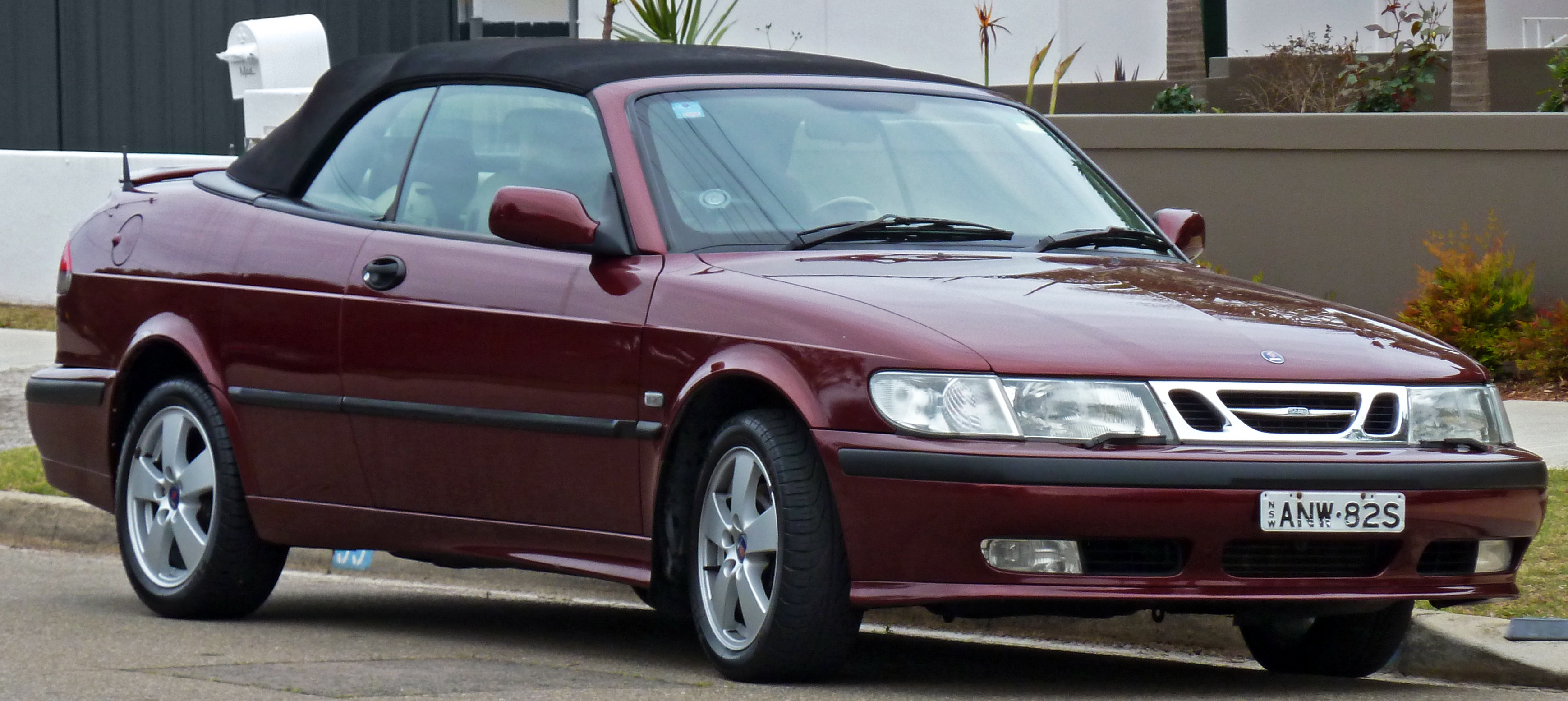
Saab 9-3 Convertible
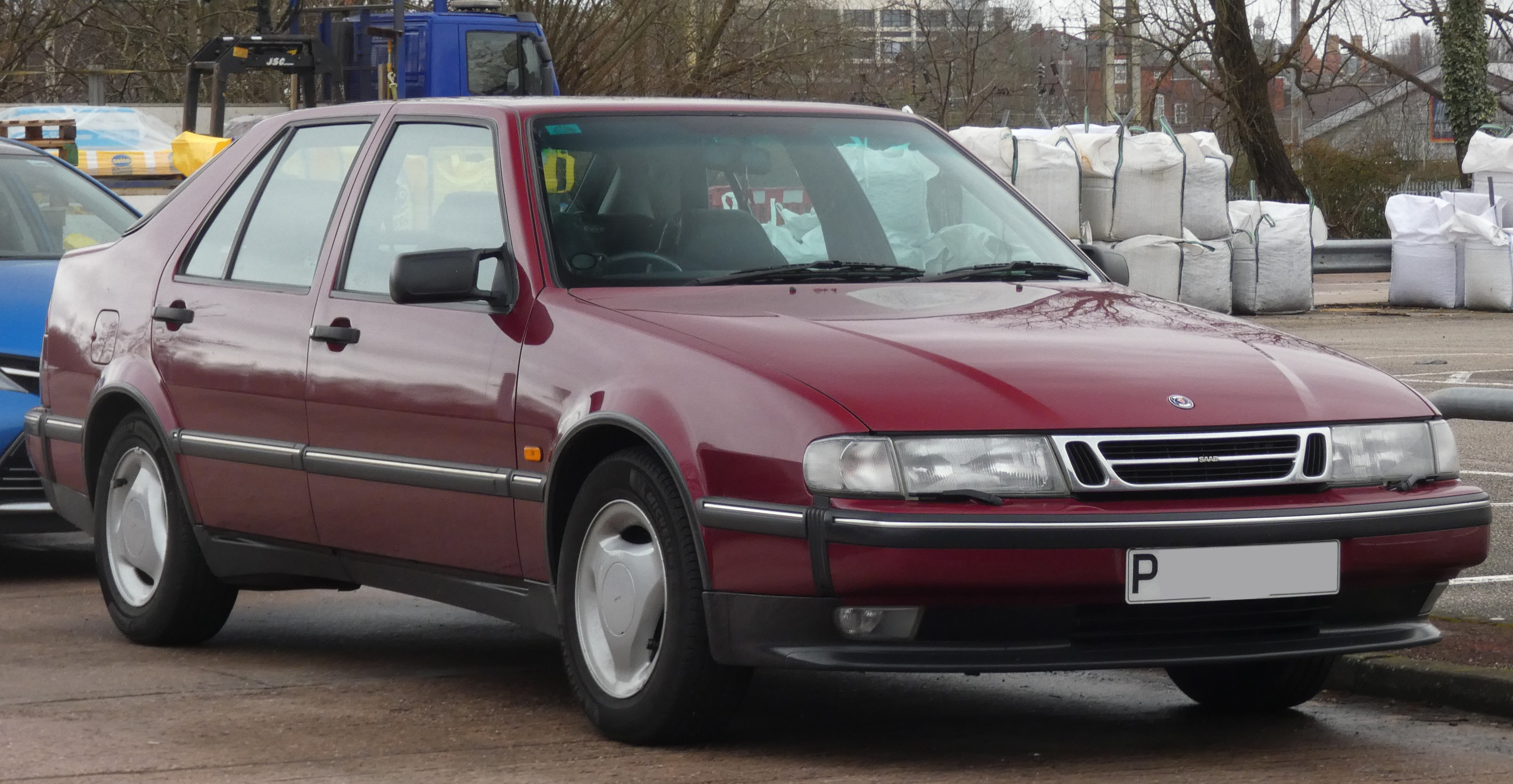
Saab 9000
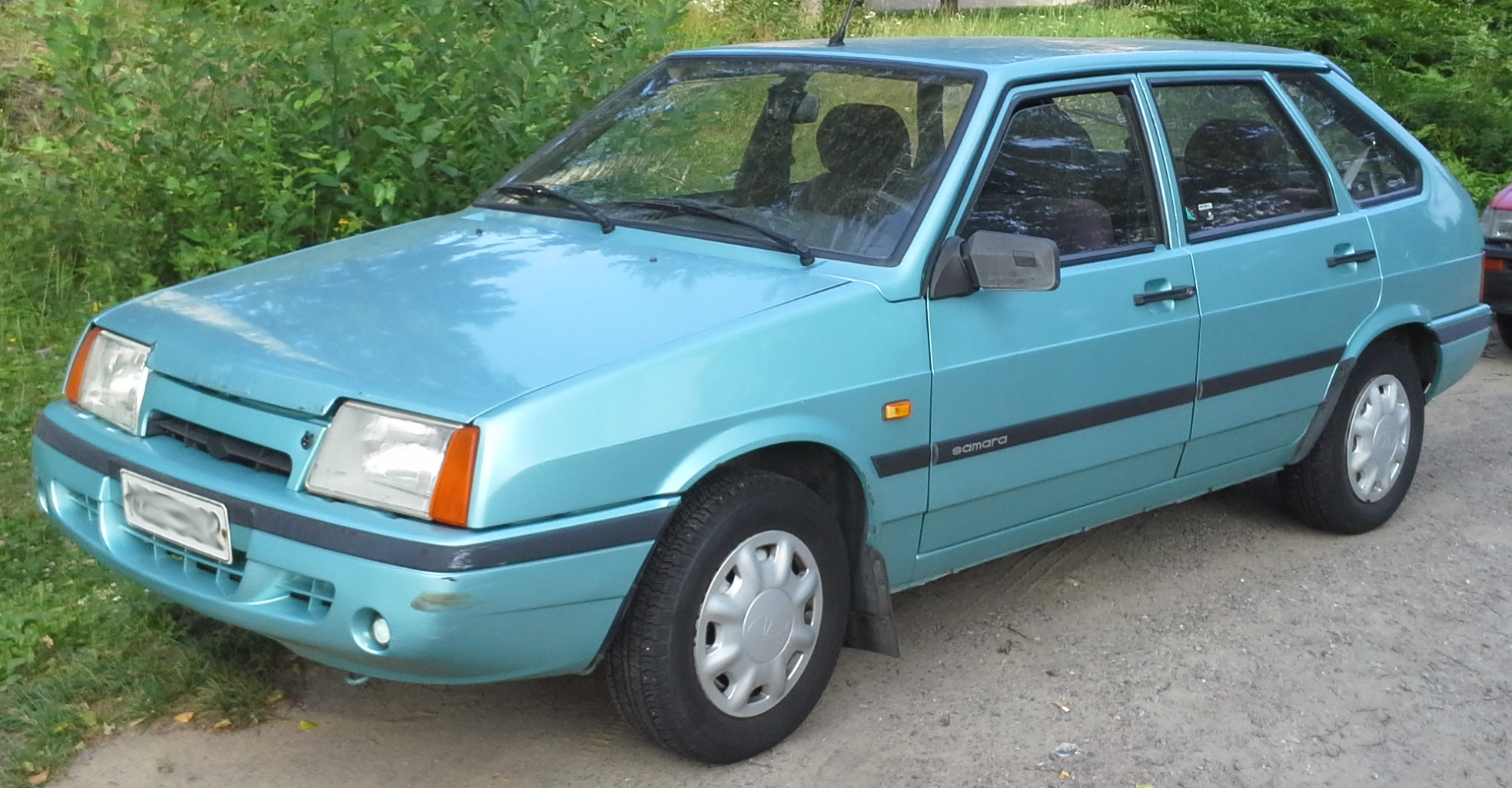
Lada 21093 EuroSamara Baltic
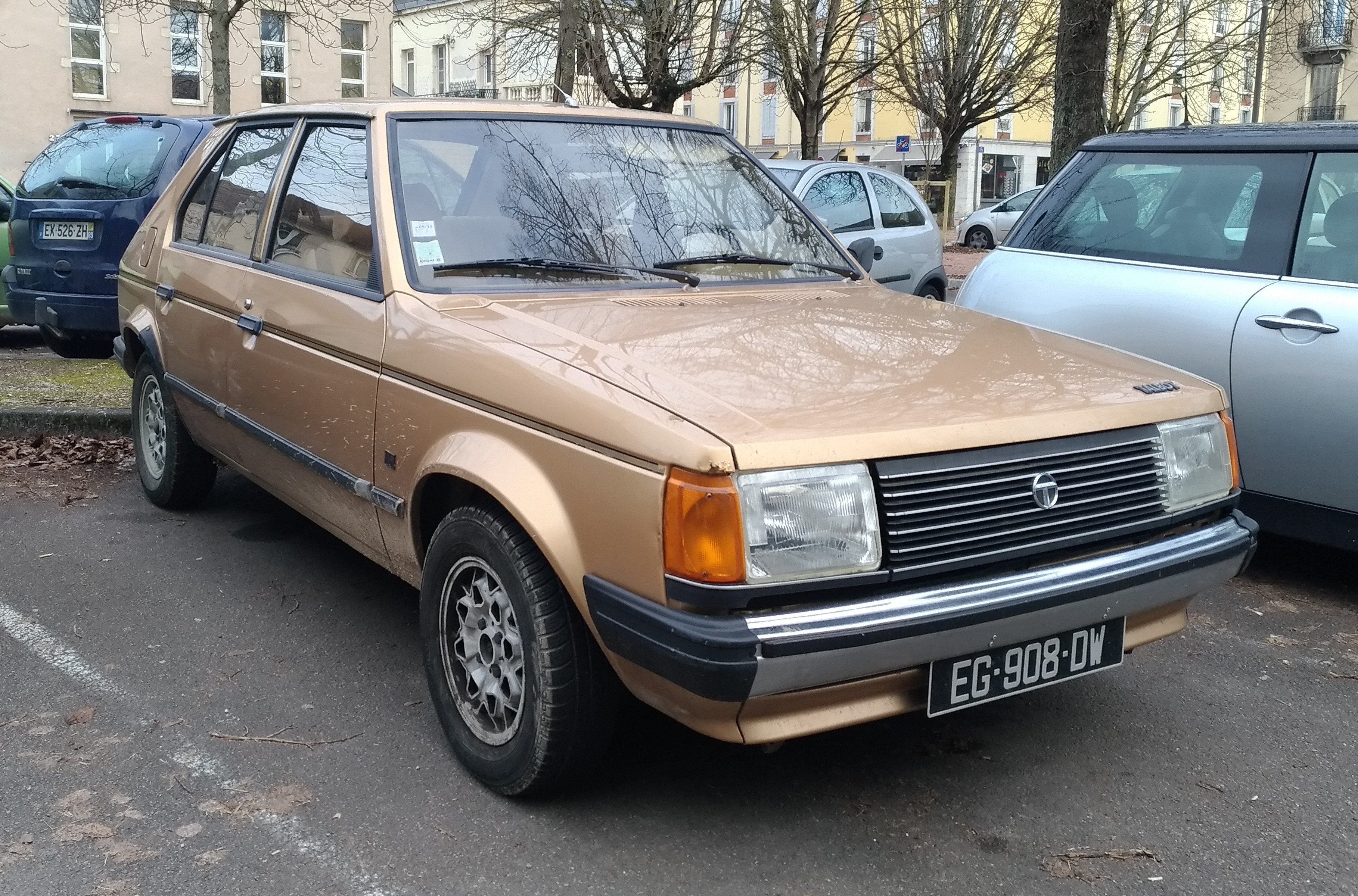
Talbot Horizon GL
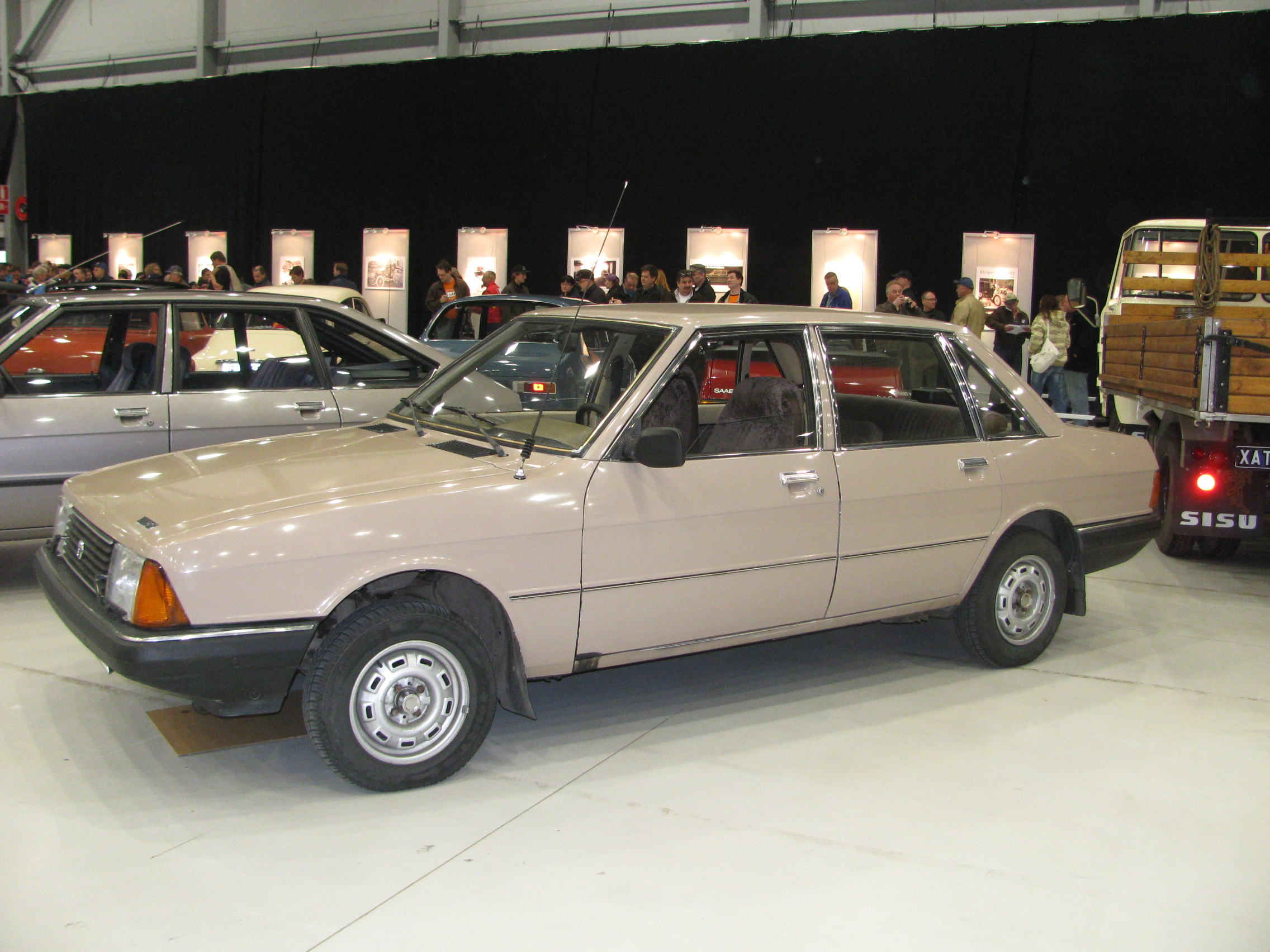
Talbot Solara
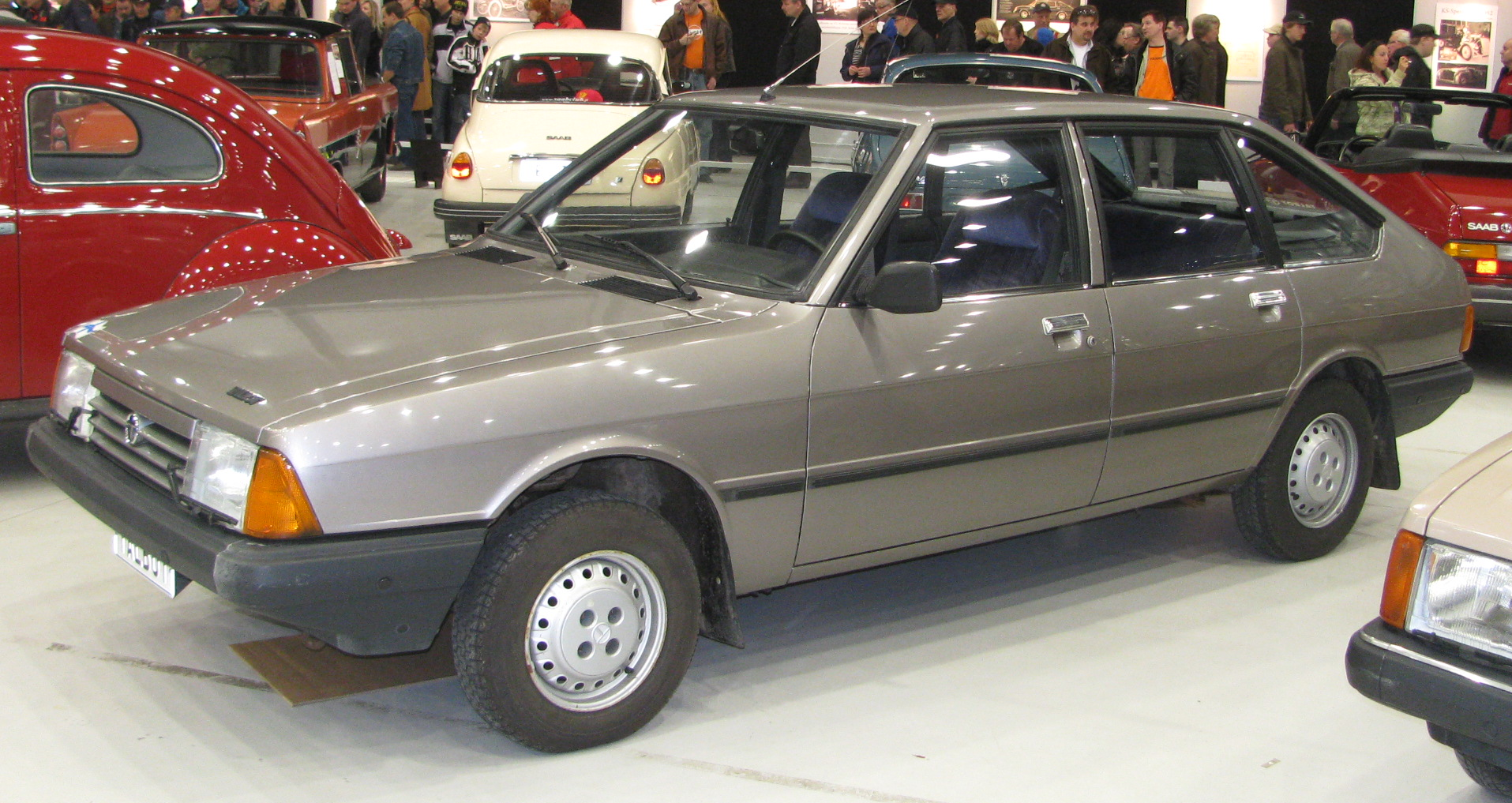
Talbot 1510
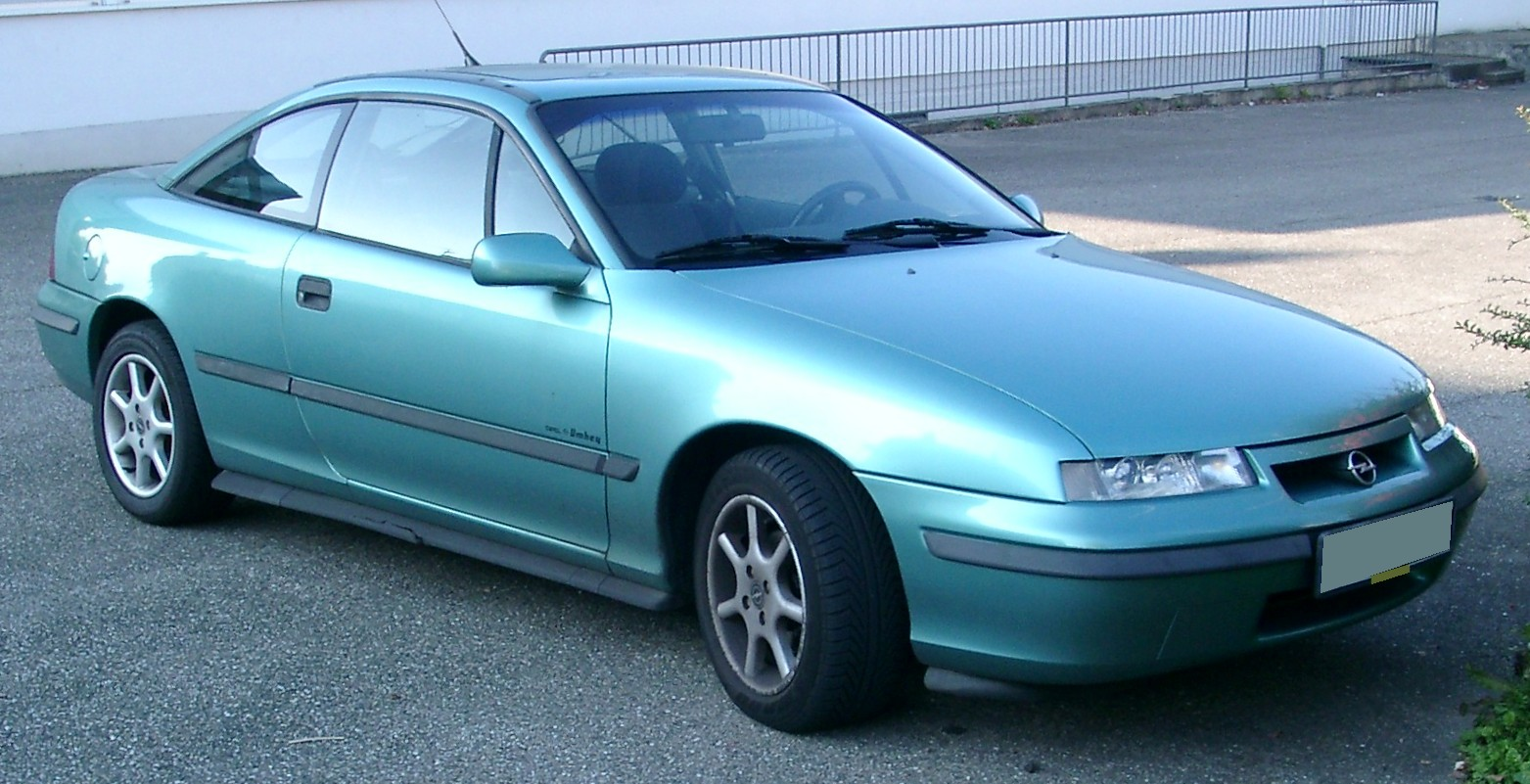
Opel Calibra
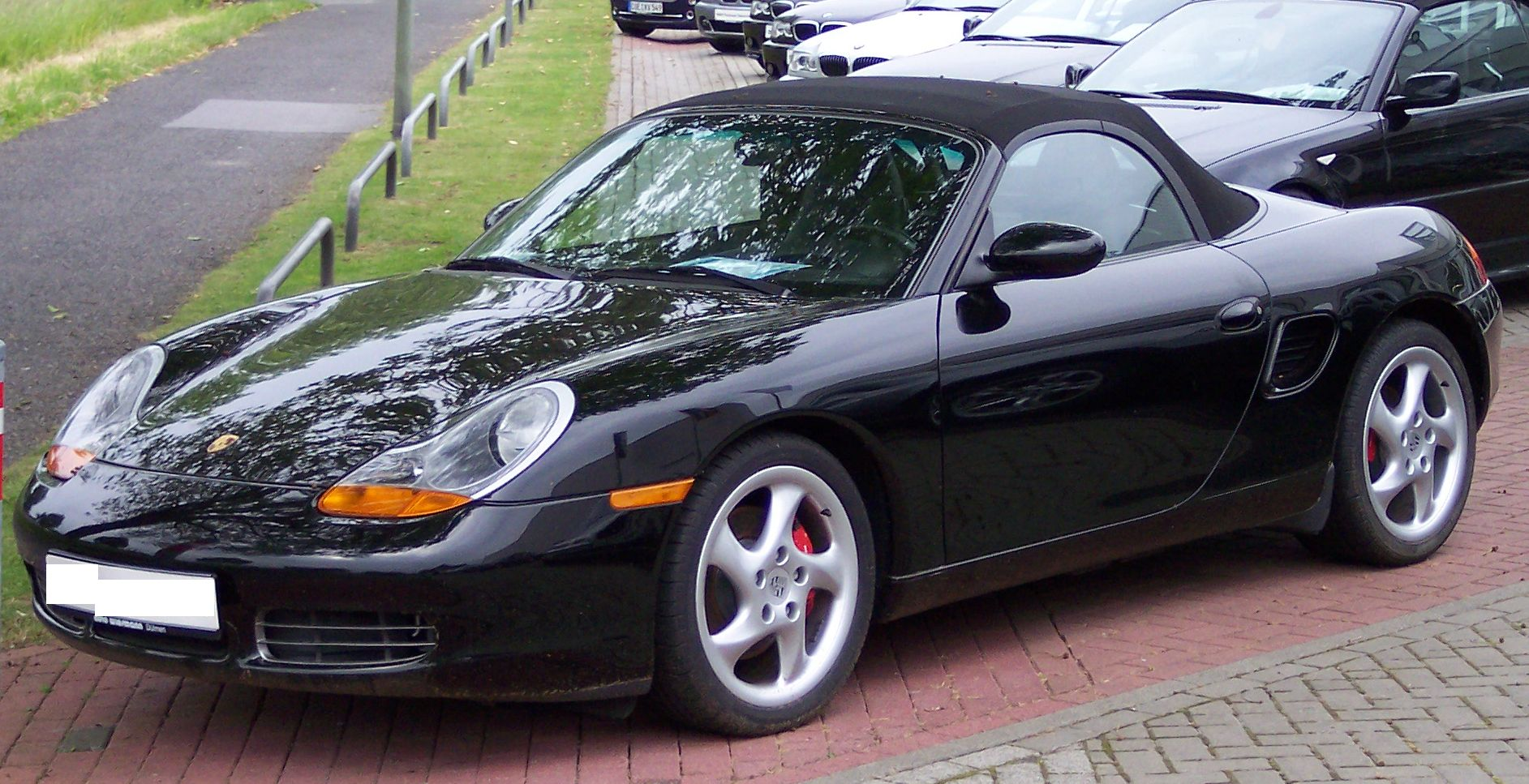
Porsche Boxster
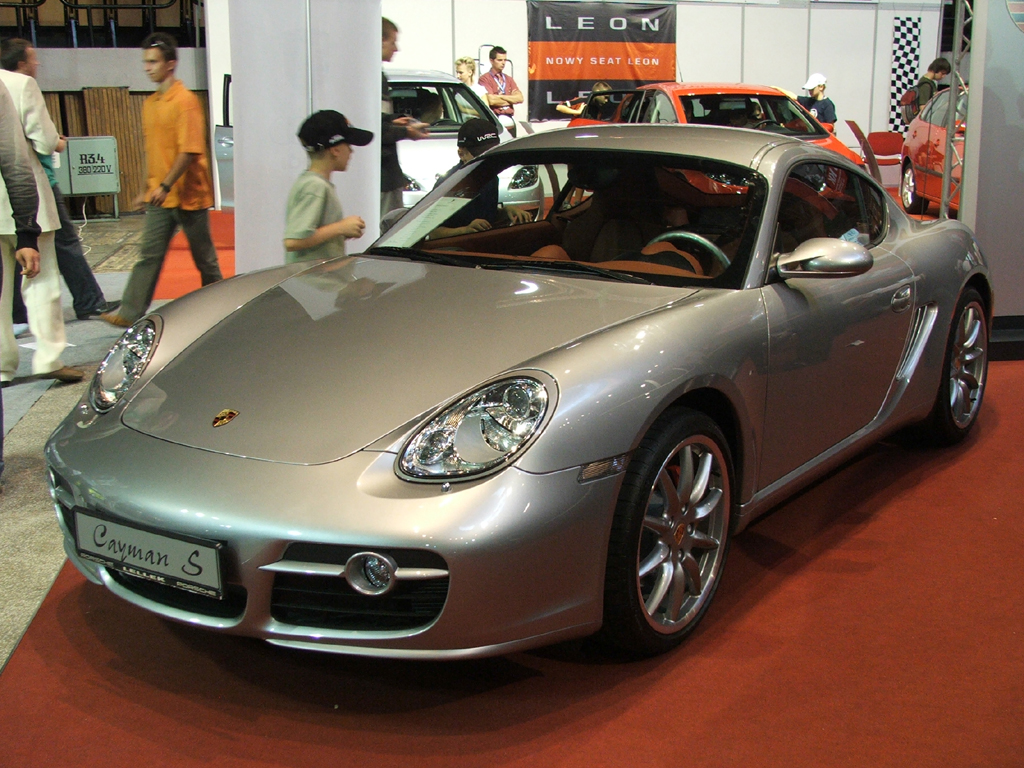
Porsche Cayman S
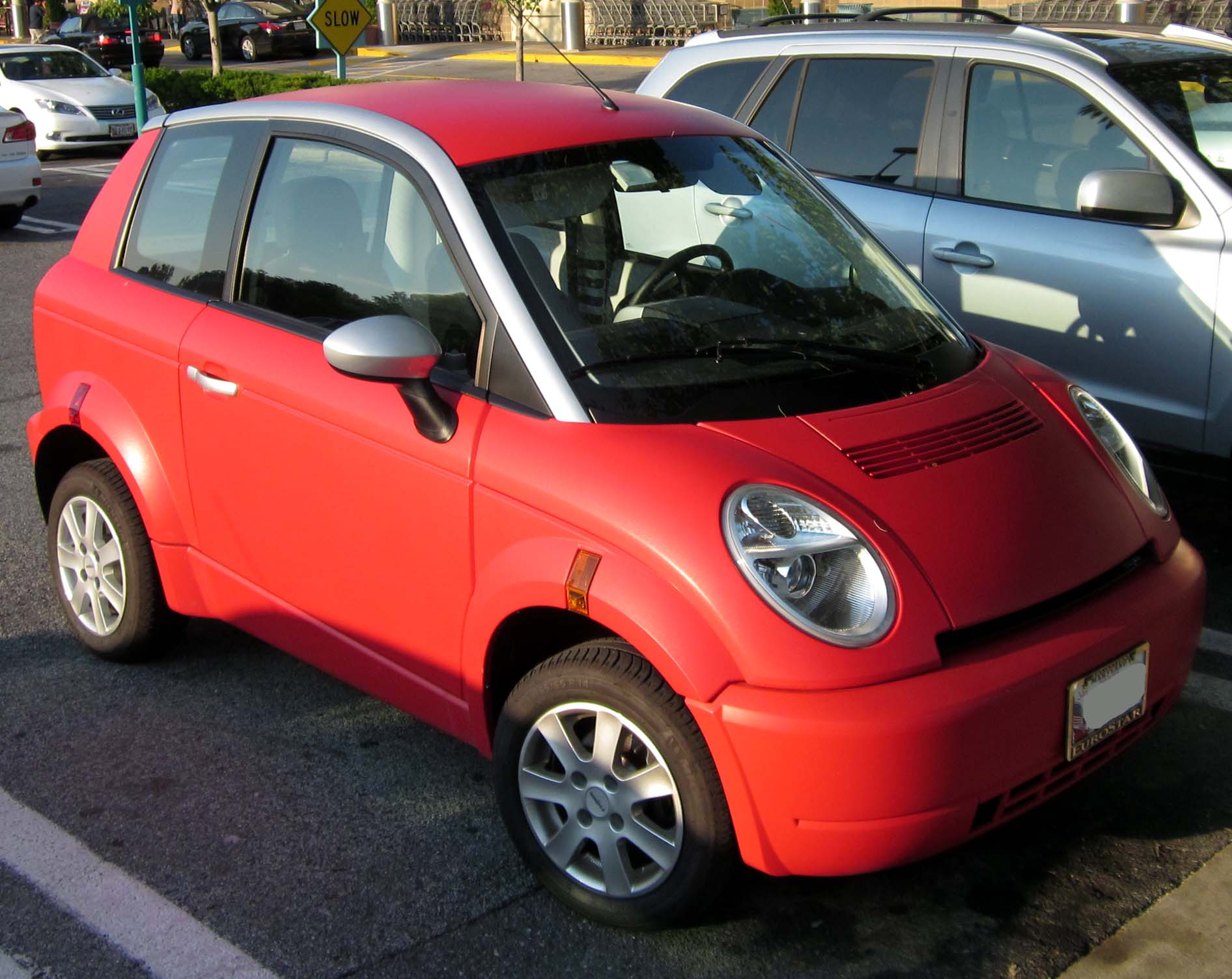
Th!nk City
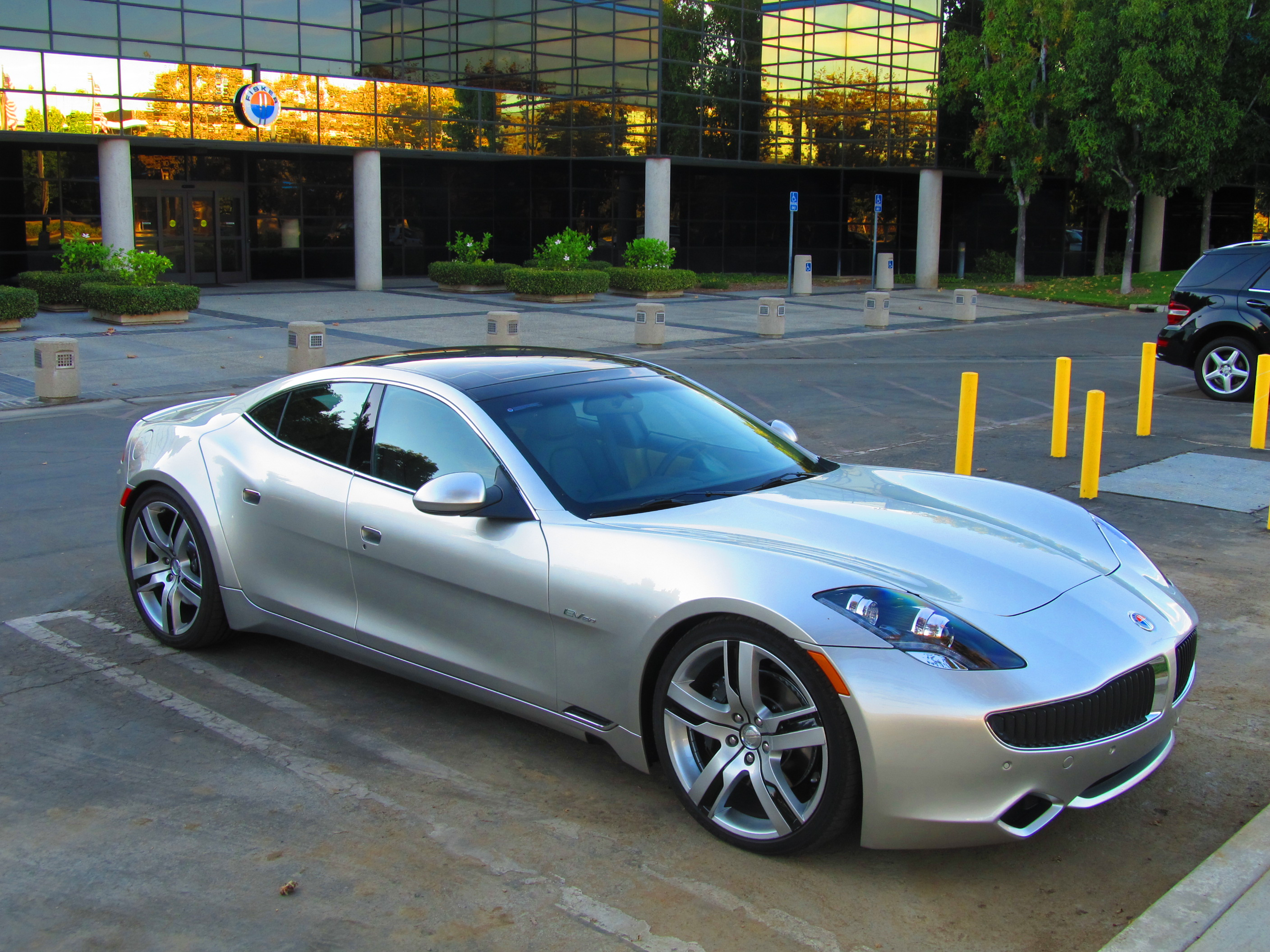
Fisker Karma
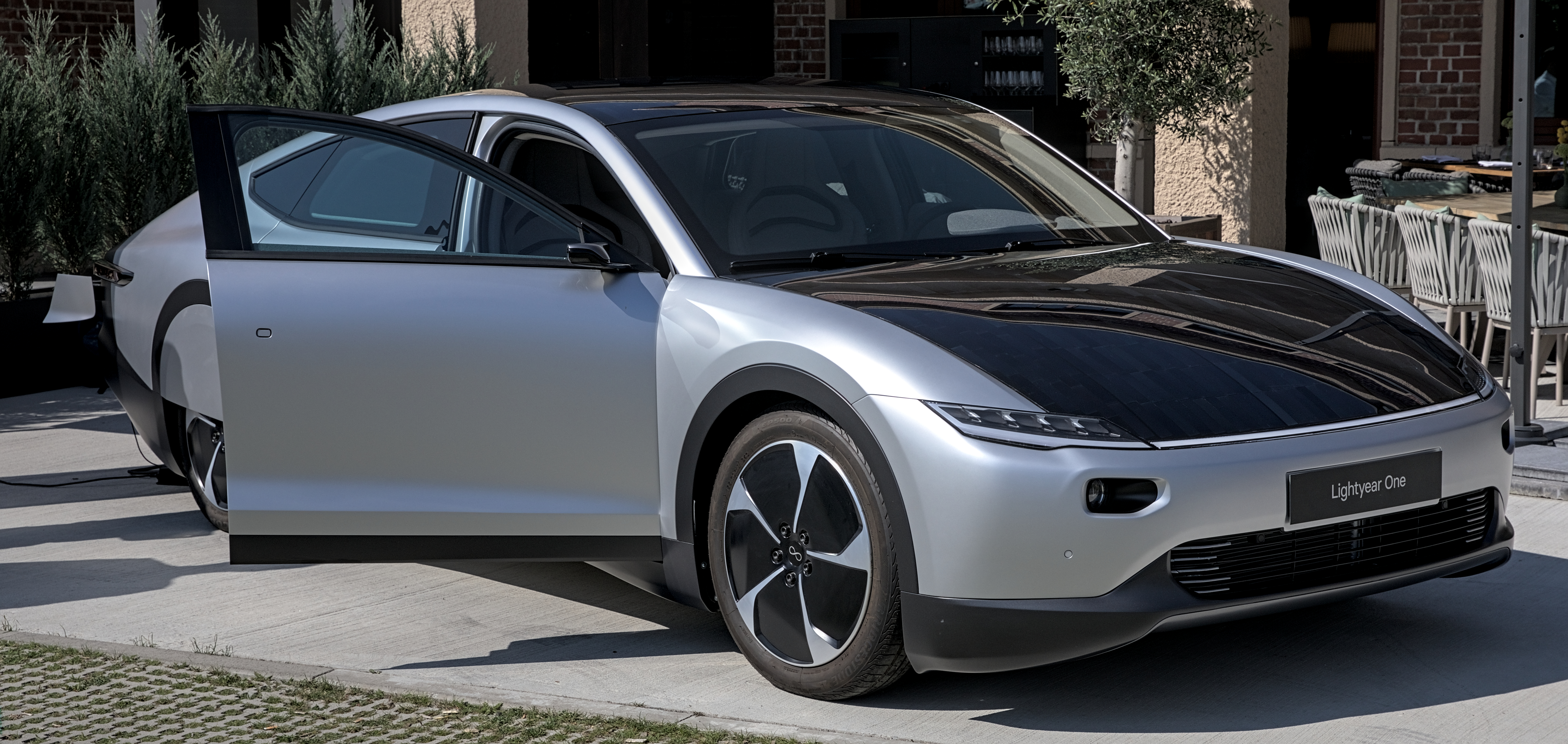
Lightyear 0
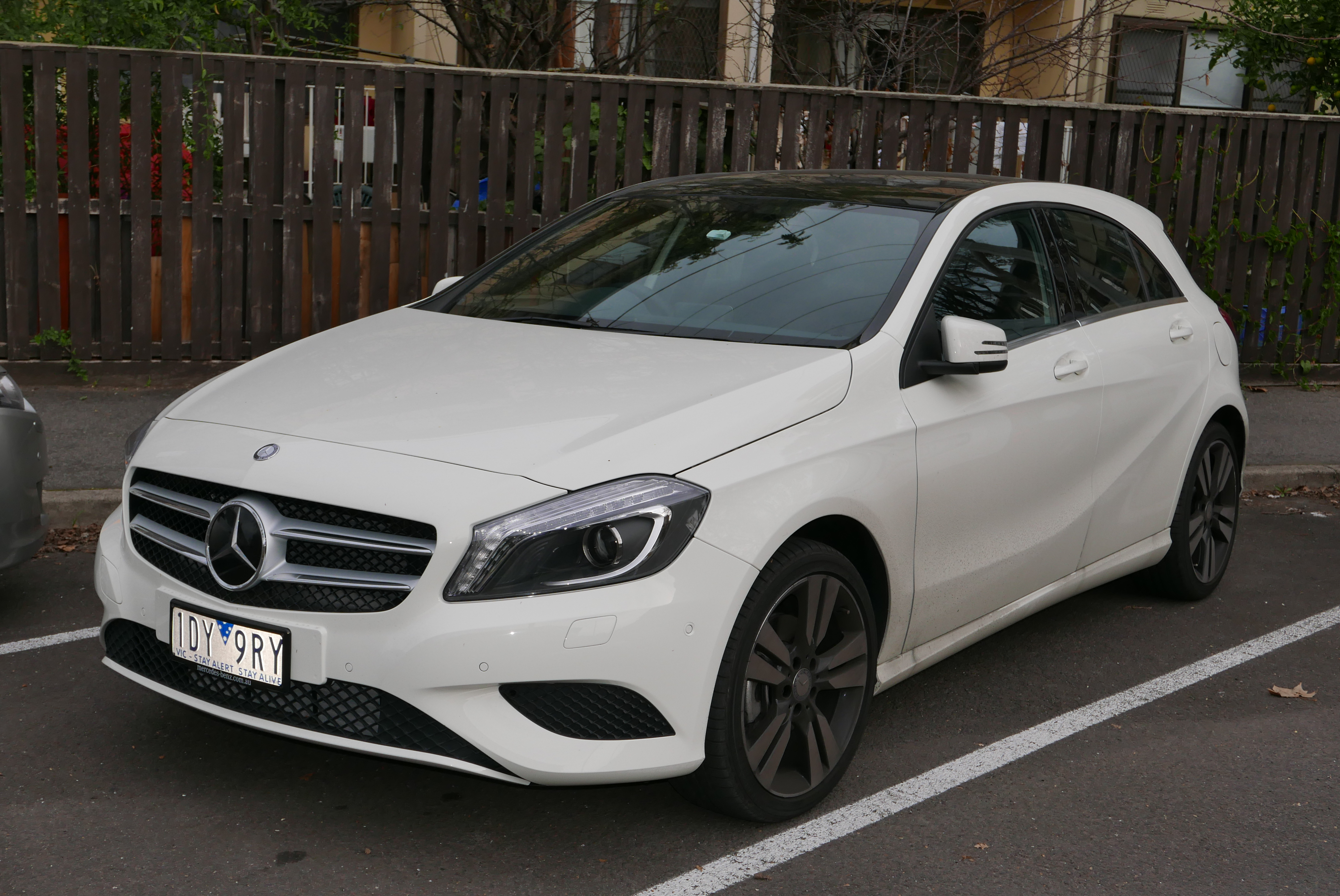
Mercedes-Benz A-класу
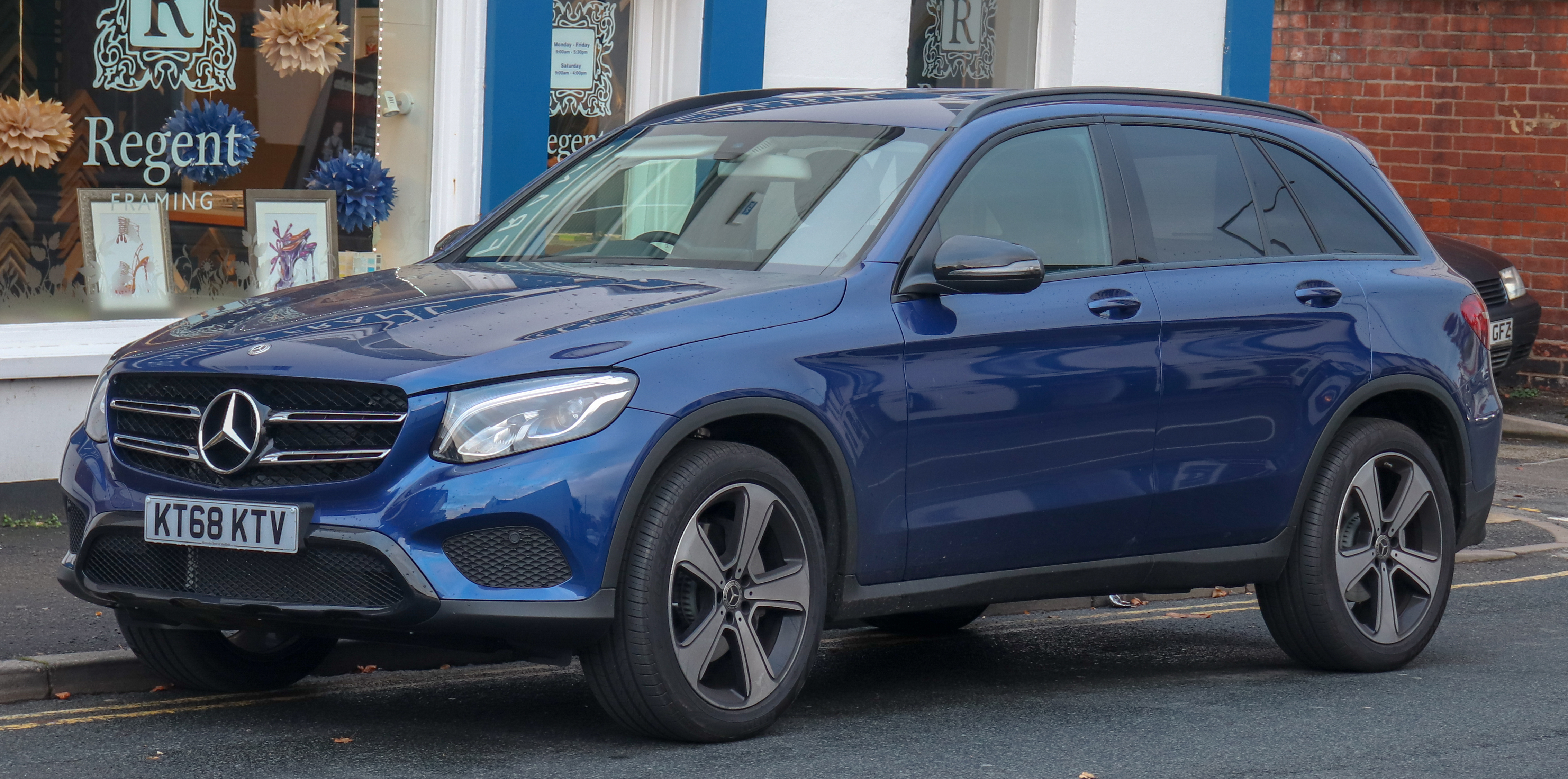
Mercedes-Benz GLC-класу